# Byrsonima formosa
Byrsonima formosa är en tvåhjärtbladig växtart som beskrevs av W. R. Anderson. Byrsonima formosa ingår i släktet Byrsonima och familjen Malpighiaceae. Inga underarter finns listade i Catalogue of Life.